# إدوين كونينغهام
إدوين كونينغهام (بالإنجليزية: Edwin Cunningham)‏ (20 سبتمبر 1919 في المملكة المتحدة - 1 أبريل 1993 في المملكة المتحدة) هو لاعب كرة قدم بريطاني (وحمل سابقاً جنسية المملكة المتحدة لبريطانيا العظمى وأيرلندا) في مركز الهجوم.